# Phyllodactylus cleofasensis
Phyllodactylus cleofasensis — вид ящірок родини Phyllodactylidae.

## Поширення
Ендемік Мексики. Поширений лише на маленькому острові Марія-Клеофас, площею 19,8 км², з групи острові Лас-Трес-Маріас біля західного (тихоокеанського) узбережжя країни. Острови адміністративно належать до штату Наярит.

## Опис
Тіло (не враховуючи хвоста) сягає 4,5-7,7 см завдовжки.